# Trinity (musikgrupp)
Trinity är en svensk jazzgrupp bildad 2005 och bestående av organisten Anders Hellkvist, trumpetaren Karl Olandersson och trumslagaren Ali Djeridi.

## Diskografi
- 2010 - Trinity Paris Eyes[1], Do Music Records DMRCD 006

- 2011 - Trinity Get Out, Do Music Records DMRCD 010[2]

- 2014 - Trinity Three, Do Music Records DMRCD 014

- 2018 - Trinity Nuages, Do Music Records DMRCD 066[3][4]